# Mortes em março de 2008
Mortes em 2008: ← Janeiro – Fevereiro – Março – Abril – Maio – Junho – Julho – Agosto – Setembro – Outubro – Novembro – Dezembro →
Esta é uma relação de pessoas notáveis que morreram durante o mês de março de 2008, listando nome, nacionalidade, ocupação e ano de nascimento.

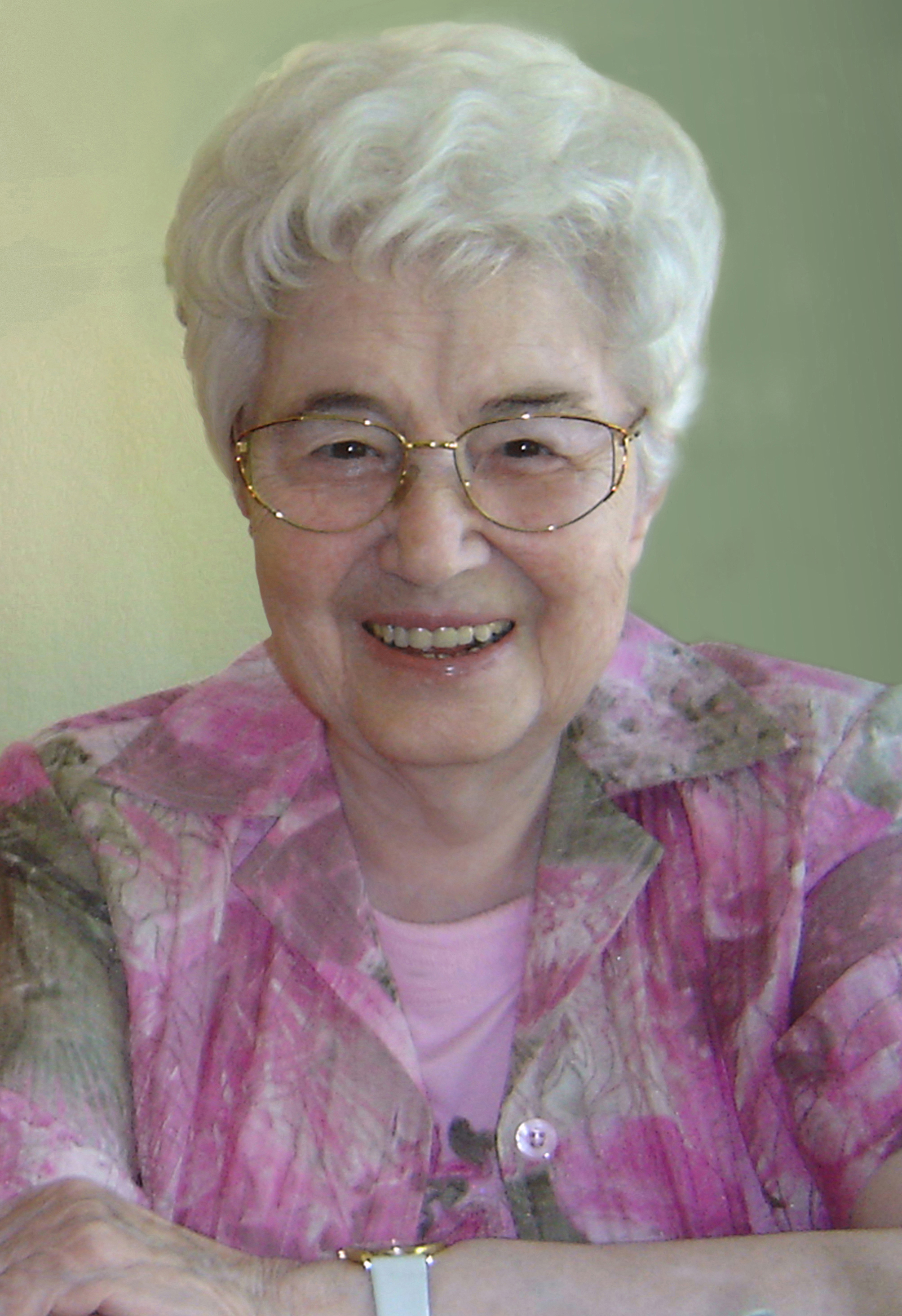
Chiara Lubich, fundadora do Movimento dos Focolares e religiosa italiana.

Arthur C. Clarke, escritor e inventor britânico.

| Dia | Nome                         | Profissão ou motivo de reconhecimento | Nacionalidade  | Ano de nasc. | Ref    |
| --- | ---------------------------- | ------------------------------------- | -------------- | ------------ | ------ |
| 1   | Haroldo de Andrade           | Radialista                            | Brasil         | 1932         | [ 1 ]  |
| 1   | Raúl Reyes                   | Guerrilheiro                          | Colômbia       | 1948         | [ 2 ]  |
| 2   | Jeff Healey                  | Guitarrista                           | Canadá         | 1966         | [ 3 ]  |
| 3   | Giuseppe Di Stefano          | Tenor                                 | Itália         | 1921         | [ 4 ]  |
| 4   | Gary Gygax                   | Escritor                              | Estados Unidos | 1938         | [ 5 ]  |
| 5   | Aurélio Batista Félix        | Criador da Fórmula Truck              | Brasil         | 1958         | [ 6 ]  |
| 5   | Joel Serrão                  | Historiador                           | Portugal       | 1919         | [ 7 ]  |
| 7   | Isaías Carrasco              | Político                              | Espanha        | 1966         | [ 8 ]  |
| 7   | Iván Ríos                    | Guerrilheiro                          | Colômbia       | 1961         | [ 9 ]  |
| 9   | Lourival Dias Lima Filho     | Árbitro                               | Brasil         | 1962         | [ 10 ] |
| 10  | Rogério Ribeiro              | Artista plástico                      | Portugal       | 1930         | [ 11 ] |
| 12  | Lazare Ponticelli            | Soldado                               | França         | 1897         | [ 12 ] |
| 12  | Rubens Lara                  | Político                              | Brasil         | 1944         | [ 13 ] |
| 12  | Jair Pires                   | Cantor e compositor                   | Brasil         | 1937         | [ 14 ] |
| 14  | Chiara Lubich                | Religiosa                             | Itália         | 1920         | [ 15 ] |
| 16  | Ola Brunkert                 | Músico                                | Suécia         | 1946         | [ 16 ] |
| 16  | Valentim Diniz               | Empresário                            | Brasil         | 1913         | [ 17 ] |
| 18  | Anthony Minghella            | Diretor                               | Inglaterra     | 1954         | [ 18 ] |
| 19  | Arthur C. Clarke             | Escritor e inventor                   | Inglaterra     | 1917         | [ 19 ] |
| 19  | Paul Scofield                | Ator                                  | Inglaterra     | 1922         | [ 20 ] |
| 20  | Carlos Galvão de Melo        | Militar                               | Portugal       | 1921         | [ 21 ] |
| 22  | Adolfo Suárez Rivera         | Cardeal                               | México         | 1927         | [ 22 ] |
| 22  | Cachao López                 | Músico                                | Cuba           | 1918         | [ 23 ] |
| 23  | Cecílio do Rego Almeida      | Empresário                            | Brasil         | 1930         | [ 24 ] |
| 24  | Neil Aspinall                | Executivo                             | Inglaterra     | 1941         | [ 25 ] |
| 24  | Richard Widmark              | Ator                                  | Estados Unidos | 1914         | [ 26 ] |
| 25  | Abby Mann                    | Produtor cinematográfico              | Estados Unidos | 1927         | [ 27 ] |
| 27  | Jean-Marie Balestre          | Dirigente esportivo                   | França         | 1921         | [ 28 ] |
| 29  | Isabella de Oliveira Nardoni | Estudante                             | Brasil         | 2002         | [ 29 ] |
| 30  | Dith Pran                    | Fotojornalista                        | Camboja        | 1942         | [ 30 ] |
| 30  | Raul Donazar Calvet          | Futebolista                           | Brasil         | 1934         | [ 31 ] |
| 31  | Jules Dassin                 | Cineasta                              | Estados Unidos | 1911         | [ 32 ] |
| 31  | Halszka Osmólska             | Paleontóloga                          | Polónia        | 1930         | [ 33 ] |